# شيرمان (مقاطعة أيرون)
شيرمان، مقاطعة أيرون (بالإنجليزية: Sherman, Iron County, Wisconsin)‏ هي بلدة تقع بولاية ويسكونسن في الولايات المتحدة. تبلغ مساحتها 353.7 (كم²)، وترتفع عن سطح البحر 479 م، بلغ عدد سكانها 336 نسمة في عام 2000 حسب إحصاء مكتب تعداد الولايات المتحدة وتصل الكثافة السكانية فيها 1.1 نسمة/كم2.

## وصلات خارجية
- http://www.townofsherman.net
- The US50 - Cities and Towns in Wisconsin State
- Wisconsin Cities and Towns, Facts, Map, Flag, Colleges, Government, and More